# 喻虹淵
喻虹淵（1987年10月22日—）是臺灣女演員，桃園市人。畢業於國立陽明高級中學、天主教輔仁大學哲學系。高中時期曾拍過多部MV與廣告，於2008年，演出電視劇《痞子英雄》何小玫一角，在網路上受到熱烈討論。2013年《愛情女僕》告別作，婚後生子息影。2015年11月10日，宣布與大她六歲的臺灣男演員周渝民結婚。2016年，產下一女。

## 影視作品

### 電視劇
- 2008年 《這裡發現愛》飾 陸怡高中時期
- 2008年 《籃球火》飾 潔兒小時候
- 200?年 《波西米亞進行曲 V5》
- 2009年 《痞子英雄》飾 何小玫
- 2010年 《愛似百匯》飾 胡小風
- 2011年 《勇士們》飾 杜媛
- 2012年 《白色之戀》飾 夏祥琪
- 2012年 《原來愛.就是甜蜜》飾 徐娟娟
- 2012年 《愛情女僕》飾 劉舒琪

### 電影
- 2010年《艋舺》飾 小惠
- 2011年《牽手》

### 音樂錄影帶(MV)
- 2004年 五月天《聽不到》
- 2004年 周國賢《告一段落》
- 2005年 林俊傑《豆漿油條》
- 2006年 何耀珊《做你的公主》
- 2007年 音樂鐵人 《幸福快樂》
- 2008年 飛輪海《為你存在》
- 2009年 陳乃榮《不再》
- 2009年 蕭敬騰 《祝你幸福》
- 2009年 東于哲 《因為你》(音樂愛情故事)
- 2010年 AK 陳奕 沈建宏 《一秒鐘》
- 2011年 Color 《我沒有你要的快樂》
- 2012年  梁一貞 《愛沒那麼簡單》
- 2013年 MP魔幻力量 《忘了怎麼愛你》

## 外部連結
- 喻虹淵的Facebook專頁
- 喻虹淵的新浪微博
- 喻虹淵的Instagram